# Flughafen Uyuni

i7
i11
i13
Der Flughafen Uyuni, auf Spanisch offiziell „Aeropuerto Joya Andina“ („Juwel der Anden“), ist der Flughafen der Stadt Uyuni im Hochland Boliviens. Er liegt in der Nähe des Salar de Uyuni, der größten Salzpfanne der Erde.
Er wurde 2011 im Beisein des damaligen bolivianischen Präsidenten Evo Morales eröffnet. Der Bau des Flughafens hatte umgerechnet etwa 12 Mio. US-Dollar gekostet und sollte die weitere touristische Erschließung des Salar ermöglichen.
Auf Grund seiner Höhenlage wurde der Flughafen Uyuni mit einer Start- und Landebahn ausgestattet, die mit 4000 m sehr lang ausgelegt ist (siehe Hot and high).

## Fluggesellschaften und Ziele
| Fluggesellschaften    | Ziele                                   |
| --------------------- | --------------------------------------- |
| Boliviana de Aviación | Flughafen El Alto, Flughafen Cochabamba |